# Penicillium coalescens
Penicillium coalescens är en svampart som beskrevs av Quintan. 1984. Penicillium coalescens ingår i släktet Penicillium och familjen Trichocomaceae.   Inga underarter finns listade i Catalogue of Life.